# Partido Nacional Fascista (Chile)
Partido Nacional Fascista (PNF) fue un partido político chileno de ideología fascista, existente entre 1938 y 1940.

## Historia

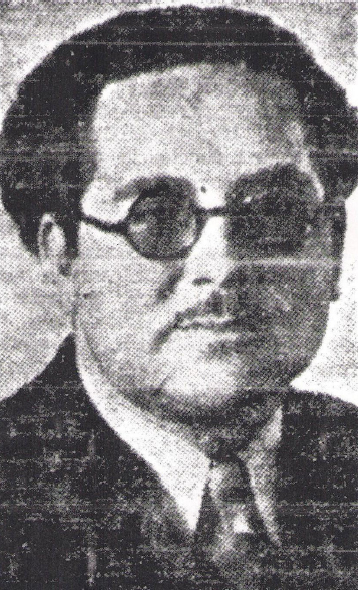
Raúl Olivares Maturana, líder del PNF.

Nació en mayo de 1938, como una escisión del Movimiento Nacional-Socialista de Chile, encabezada por Raúl Olivares y Osvaldo Gatica, que se oponía al acercamiento que el movimiento nacista había tenido con la izquierda política y el alejamiento de su líder Jorge González von Marées del fascismo europeo, y que culminaría con el nacimiento de la Vanguardia Popular Socialista en 1939. Sus miembros, inicialmente constituidos en el «Consejo Ejecutivo del Movimiento de Nacistas Disidentes», crearon el PNF de manera oficial el 21 de octubre de ese año mediante un comunicado en El Diario Ilustrado.
El 2 de junio de 1939 el partido lanzó su semanario, La Patria, Chile ante todo, teniendo su primer número como titular «¿Existe el judaísmo en Chile?», muestra del carácter antisemita que tendría el periódico en todas sus ediciones. La agrupación convocó a la «Primera Gran Concentración Fascista» en el Teatro Victoria de Santiago para el 19 de noviembre, sin embargo ésta fue cancelada, lo cual fue atribuido a la prohibición del presidente Pedro Aguirre Cerda. Además del rechazo del gobierno, el PNF tuvo una gran oposición de los partidos y medios de comunicación de izquierda.
El PNF tuvo una efímera existencia, lo cual se tradujo en la discontinuidad de la publicación de La Patria en 1940, aunque reapareció excepcionalmente entre abril de 1941 y enero de 1942.